# Palazzo dello Schiantarelli
Le Palazzo dello Schiantarelli est un palais du XVIIIe siècle, situé à Naples, via Foria.

## Description
Le palais, construit dans la seconde moitié du XVIIIe siècle, est attribué à l'architecte romain Pompeo Schiantarelli et reprend partiellement la conception du Palazzo Monaco di Lapio situé via Toledo, mais ici avec des tons plus néoclassiques.
La structure s'élève sur trois étages. Le rez-de-chaussée est utilisé pour des boutiques. Sur la façade les fenêtres alternent avec des pignons triangulaires et d'autres arrondis, séparés par des niches de forme ovale avec des bustes en plâtre.